# Lógar
Lógar (paštunsky د لوګر ولایت‎, persky ولایت لوگر‎) je jedna z 34 afghánských provincií. Rozloha provincie činí 4712,82 km² a počet obyvatel je odhadován na 350 tisíc. Název provincie znamená v paštštině Velká hora.
Nachází se v centrální zóně jihovýchodně od Kábulu a geografie této provincie se soustředí kolem velké řeky Lógar, která vstupuje do provincie na západě a odtéká na sever.
Hlavním městem je Pol-e Alam. Majoritním etnikem v Lógaru jsou Paštúnové.
Dne 13. září 2008 byl guvernér provincie Abdulláh Wardak zabit výbuchem trhaviny nastražené v automobilu. Bezpečnostní situace provincie se v současné době zhoršuje, v oblasti jsou aktivní bojůvky Tálibánu. Většina povstaleckých akcí se omezuje na pokládání min nebo raketové ostřelování.

## Provinční rekonstrukční tým
Od 19. března 2008 v této provincii pracuje český rekonstrukční tým, pololetně obměňovaný, skládající se přibližně z 200–300 vojáků, cca 7-12 civilistů a bojových vozidel BMP-2 a Pandur II.